# Connole
USS Connole (DE/FF-1056) war ein bis zum 1. Juli 1975 als Geleitzerstörer, dann als U-Jagd-Fregatte klassifiziertes Schiff der Knox-Klasse. Sie stand von 1969 bis 1992 im Dienst bei der United States Navy und von 1995 bis 2003 im Dienst der griechischen Marine. Sie war benannt nach Commander David R. Connole (* 8. September 1912; † März 1945), Kommandant des vermutlich im März 1945 vor der japanischen Küste versenkten U-Bootes Trigger.

## Geschichte
Die Connole wurde am 23. März 1967 bei Avondale Shipyards in New Orleans, Louisiana, auf Kiel gelegt. Der Stapellauf erfolgte am 20. Juli 1968, am 30. August 1969 wurde das Schiff bei der Navy in Dienst gestellt.
Die Fregatte war der US-Atlantikflotte zugeteilt, ihr Heimathafen war Newport, Rhode Island. Sie operierte zumeist im Atlantik und im Mittelmeer. Am 30. August 1992 wurde das Schiff außer Dienst gestellt, am 15. Januar 1995 wurde es aus dem Naval Vessel Register gestrichen.

## HSEpirus(F-456)
Die Fregatte wurde an Griechenland übergeben, wo sie von 1995 bis 2003 als Epirus (F-456) eingesetzt wurde. 2006
wurde die Epirus als Zielschiff von einem AGM-119 Penguin MK 2 MOD 7-Lenkflugkörper, der von einem S-70B-6 Aegean Hawk abgefeuert worden war, beschossen und erhielt mehrere Treffer des 5-Zoll-Geschützes der griechischen Fregatte HS Psara (F-454), worauf sie nach Steuerbord krängte und sank.